# ویکتور واسیلیف
ویکتور واسیلیف (استونیایی: Viktor Vassiljev؛ زادهٔ ۹ آوریل ۱۹۵۳) سیاستمدار و نماینده مجلس اهل استونی است.